# Anonychomyrma arcadia
Anonychomyrma arcadia é uma espécie de formiga do gênero Anonychomyrma.